# Zoja Ivanova
Zoja Aleksandrovna Ivanova (Russisch: Зоя Александровна Иванова) (Saton vlak bij Petropavl, 14 maart 1952) is een voormalige Kazachse atlete, die was gespecialiseerd in de lange afstand. Haar beste prestaties boekte ze op de marathon. Op internationale wedstrijden kwam ze uit voor de Sovjet-Unie. Ze nam eenmaal deel aan de Olympische Spelen, maar won bij die gelegenheid geen medaille.

## Biografie
Ivanova was oorspronkelijk langlaufster. In 1981 won ze een gouden medaille bij het Russische kampioenschap marathon. Dit was haar eerst nationale titel van de vier die ze op rij zou winnen. Een jaar later toonde ze blijk van haar kunnen met het winnen van de marathon van Tokio. In 1983 plaatste ze zich voor de wereldkampioenschappen in Helsinki, maar werd daar teleurstellend 23e in 2:34.26.
Door de Russische boycot kan ze in 1984 niet deelnemen aan de Olympische Spelen van Los Angeles. In plaats daarvan kwam ze voor de Sovjet-Unie uit bij de Vriendschapsspelen, welke als alternatieve Spelen in negen verschillende landen werden afgewerkt. Ze won de vrouwenmarathon, die in Praag werd gelopen. Met een tijd van 2:33.44 versloeg ze met nipte voorsprong haar landgenotes Luciya Belyayeva (zilver; 2:33.54) en Raisa Smekhnov (brons; 2:33.59).
De beste prestatie van haar sportcarrière leverde Zoja Ivanova in 1987 met het winnen van een zilveren medaille op de WK in Rome. Met een tijd van 2:32.38 eindigde ze met groot verschil achter de Portugese Rosa Mota (goud; 2:25.17). Later dat jaar verbeterde ze in Tokio haar persoonlijk record en het Sovjet-Russische record tot 2:27.57. Ze kwam hiermee als derde over de finish.
Op de Olympische Spelen van 1988 in Seoel moest ze met 2:30.25 genoegen nemen met een negende plaats. Het jaar erop won Ivanova de marathon van Los Angeles en werd ze zesde bij de New York City Marathon. Met haar overwinning in Los Angeles won ze 26.385 dollar aan prijzengeld en een Mercedes-Benz ter waarde van ruim 30.000 dollar. In 1990 werd ze zevende bij de Boston Marathon en de New York City Marathon. Ook won ze dat jaar nog de marathon tijdens de Goodwill Games in Seattle en verbeterde ze het Kazachse record op de 25 km tot 1:28.32.
In haar actieve tijd was Zoja Ivanova aangesloten bij Spartak in Almaty.

## Titels
- Sovjet-Russisch kampioene marathon - 1981, 1982, 1983, 1984

## Persoonlijke records
| Onderdeel | Prestatie    | Datum             | Plaats  |
| --------- | ------------ | ----------------- | ------- |
| 25 km     | 1:28.32 (NR) | 30 september 1990 | Glasgow |
| marathon  | 2:27.57 (NR) | 15 november 1987  | Tokio   |

## Palmares

### 15 km
- 1988:  WK in Adelaide - 50.28

### 25 km
- 1990:  Great Scottish Run- 1:28.32 (NR)

### marathon
- 1981:  Russische kamp. in Moskou - 2:42.11
- 1981:  marathon van Agen - 2:38.58
- 1982:  Russische kamp. in Moskou - 2:35.38
- 1982: 8e EK - 2:42.44
- 1982:  marathon van Tokio - 2:34.26
- 1983:  Russische kamp. in Moskou - 2:36.31
- 1983: 23e WK - 2:43.27
- 1984: 5e marathon van Los Angeles - 2:39.40
- 1984:  Russische kamp. in Baku - 2:31.11
- 1984:  Vriendschapsspelen - 2:33.44 (tevens Russische kamp.)
- 1985:  Wereldbeker in Hiroshima - 2:34.17
- 1987:  WK - 2:32.38
- 1987:  Wereldbeker in Seoel - 2:30.39
- 1987:  marathon van Tokio - 2:27.57 (NR)
- 1988:  marathon van Huy - 2:29.37
- 1988: 9e OS - 2:30.25
- 1988: 4e marathon van Tokio - 2:33.26
- 1989:  marathon van Los Angeles - 2:34.42
- 1989: 6e New York City Marathon - 2:32.21
- 1990: 7e Boston Marathon - 2:31.15
- 1990:  Goodwill Games in Seattle - 2:34.38
- 1990: 7e New York City Marathon - 2:36.29